# Liste der Stolpersteine in Adorf/Vogtl.
Die Liste der Stolpersteine in Adorf/Vogtl. enthält alle Stolpersteine, die im Rahmen des gleichnamigen Projekts von Gunter Demnig in Adorf/Vogtl. verlegt wurden.
Die ersten Verlegungen fanden am 14. März 2018 statt.

## Verlegte Stolpersteine
In Adorf/Vogtl. wurden vier Stolpersteine an einem Standort verlegt.
| Stolperstein | Inschrift | Standort         | Name, Leben                |
| --- | --- | ---------------- | -------------------------- |
| Bild gesucht Die Wikipedia wünscht sich an dieser Stelle ein Bild vom hier behandelten Ort. Falls du dabei helfen möchtest, erklärt die Anleitung , wie das geht. BW | HIER WOHNTE AMANDA WACHTEL GEB. BRANDT JG. 1887 FLUCHT 1939 KUBA MS ST. LOUIS EINREISE VERWEIGERT 1939 FRANKREICH INTERNIERT DRANCY 1942 AUSCHWITZ ERMORDET | Elsterstraße 3 · | Amanda Wachtel geb. Brandt |
| Bild gesucht Die Wikipedia wünscht sich an dieser Stelle ein Bild vom hier behandelten Ort. Falls du dabei helfen möchtest, erklärt die Anleitung , wie das geht. BW | HIER WOHNTE ILSE WACHTEL VERH. KAHN JG. 1912 UMZUG / HEIRAT 1937 LEIPZIG FLUCHT 1939 AUSTRALIEN                                                             | Elsterstraße 3 · | Ilse Wachtel verh. Kahn    |
| Bild gesucht Die Wikipedia wünscht sich an dieser Stelle ein Bild vom hier behandelten Ort. Falls du dabei helfen möchtest, erklärt die Anleitung , wie das geht. BW | HIER WOHNTE JOSEF WACHTEL JG. 1883 FLUCHT 1939 KUBA MS ST. LOUIS EINREISE VERWEIGERT 1939 FRANKREICH INTERNIERT DRANCY 1942 AUSCHWITZ ERMORDET              | Elsterstraße 3 · | Josef Wachtel              |
| Bild gesucht Die Wikipedia wünscht sich an dieser Stelle ein Bild vom hier behandelten Ort. Falls du dabei helfen möchtest, erklärt die Anleitung , wie das geht. BW | HIER WOHNTE RUTH WACHTEL JG. 1914 EINGEWIESEN JACOBSCHE ANSTALT BENDORF-SAYN DEPORTIERT 1942 KRASNICZYN ERMORDET                                            | Elsterstraße 3 · | Ruth Wachtel               |